# Мановар

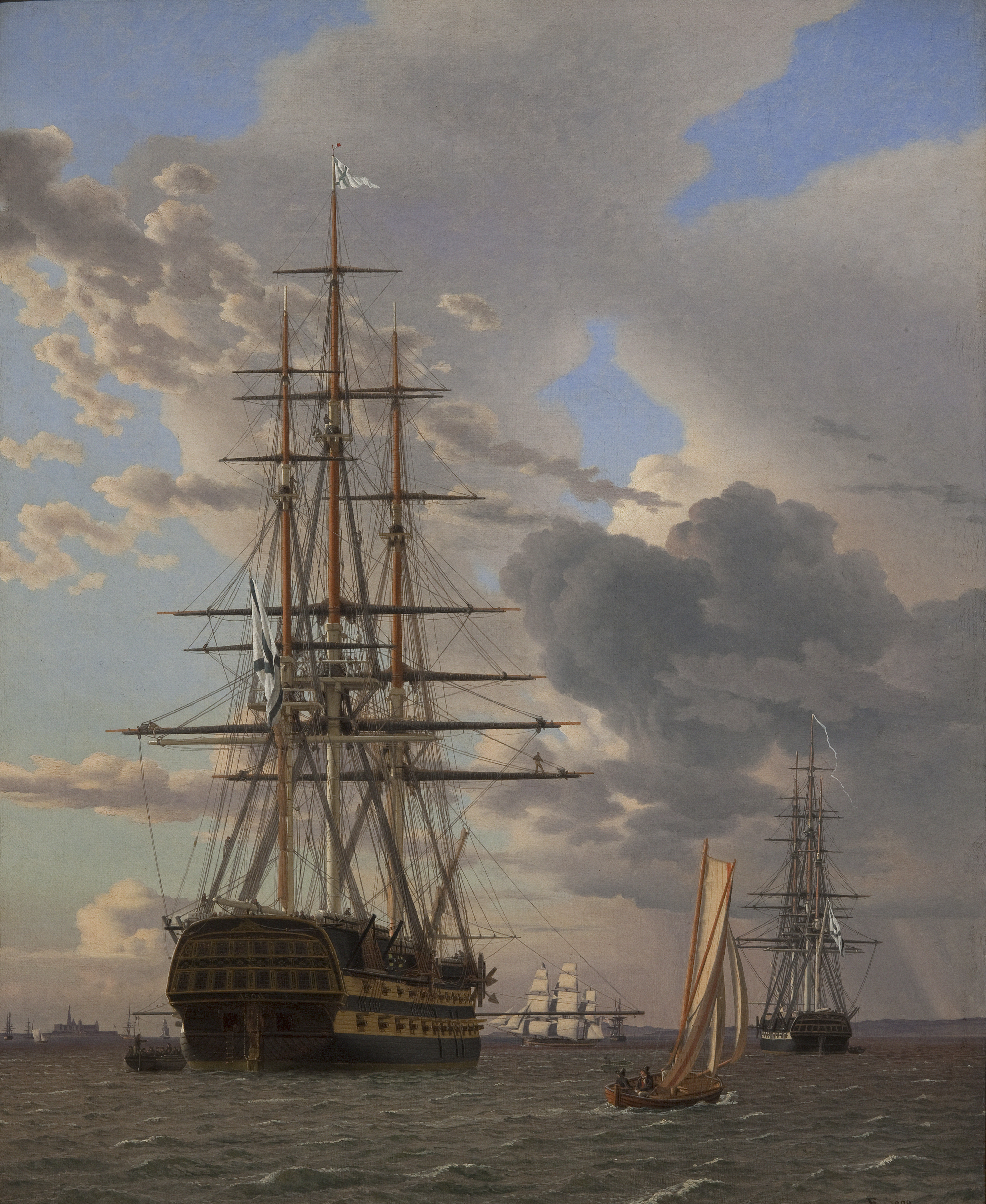

Man of war (також man-of-war, man-o'-war або просто man) — розмовна назва великого військового корабля, які існували в британському флоті з XVI по XIX століття. Гармати на них розташовувалися в 3 ряди вздовж бортів, на спеціальних гарматних палубах. Будувалися за подобою галеонів, але мали водотоннажність до 5000 тонн і несли до 120 гармат.
Думка, що Man of war є якимось певним класом корабля, помилкова.
Одним з найвідоміших лінійних кораблів був 104-гарматний трипалубний лінійний корабель «Victory», колишній флагманський корабель адмірала Нельсона в Трафальгарській битві.

## В іграх
Мановар є найпотужнішим кораблем у грі «Пірати Карибського моря». Його не можна купити, але можна або захопити або потопити в останній битві з англійським флотом.
У грі «Assassin's Creed IV. Black Flag» є найпотужнішим і найнебезпечнішим видом ворожих кораблів. У грі Man of war належать не лише Британії, але й іншим країнам, що воювали в часи Золотого століття піратства.
У настільній грі «Пірати й Купці» (Merchants and Marauders) його не можна купити, а можна лише захопити у разі перемоги над кораблем нації (Англія, Голландія, Франція, Іспанія), яка перебуває в стані війни з гравцем.
У серії ігор «Корсари» Man of war є найпотужнішим за озброєнням кораблем, який можливо тільки захопити.
У глобальній стратегії Victoria II, від Paradox Interactive, Man of War є окремим класом кораблів, найпотужнішим видом вітрильних суден і доступний для побудови гравцеві за будь-яку досить розвинену державу.